# Цайсиг

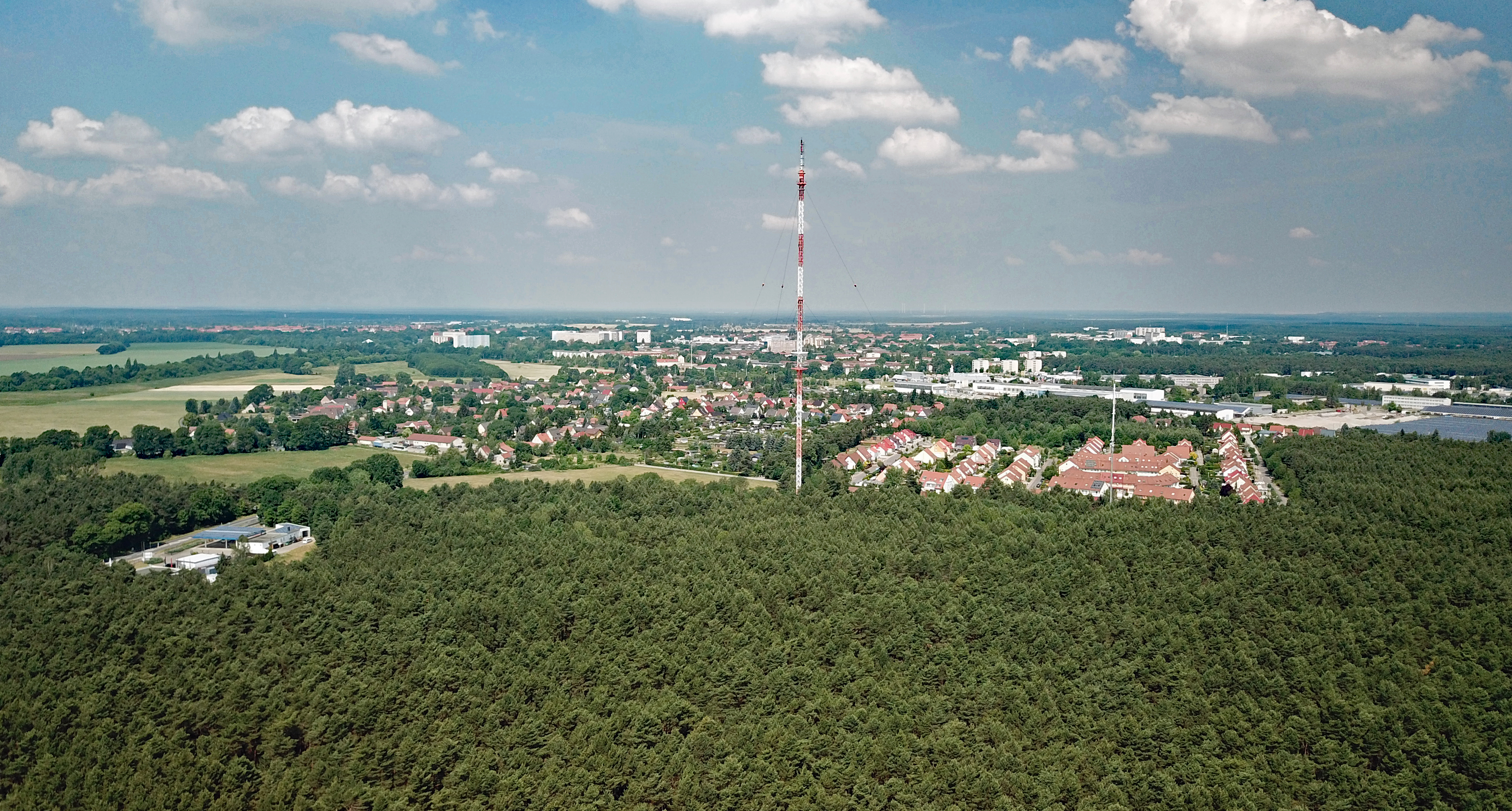

Ца́йсиг или Чиск (нем. Zeißig; в.-луж. Ćiskо файле) — сельский населённый пункт в статусе городского района Хойерсверды, район Баутцен, федеральная земля Саксония, Германия.

## География
Граничит на северо-западе непосредственно с Хойерсвердой. Через населённый пункт проходит железнодорожная линия Венглинец — Фалькенберг (участок Хойерсверда — Ниски). На севере от железнодорожной дороги находится промышленная зона, являющаяся буфером между Цайсигом и Хойерсвердой. На севере этой зоны находится основанное в XVIII веке поселение Колония-Цайсиг (сегодня — Клайн-Цайсиг, Малы-Чиск), входящее в настоящее время в границы района Цайсиг.
На востоке находится обширный лесной массив, простирающийся до деревни Вайсколльм (Белы-Холмц) коммуны Лоза и на западе — сельскохозяйственные угодья. На территории Цайсига располагаются несколько водозаборных станций предприятия «Versorgungsbetriebe Hoyerswerda» глубиной около 52 метров, снабжающих Хойерсверду питьевой водой.
Соседние населённые пункты: на юго-востоке — деревня Кнаппенроде (Горникецы, в городских границах Хойерсверды), на юге — деревни Маукендорф (Мучов, в городских границах Виттихенау) и Шпола (Спале, в городских границах Виттихенау), на западе — деревня Дёргенхаузен (Немцы, в городских границах Хойерсверды) и на северо-западе — город Хойерсверда.

## История
Впервые упоминается в 1248 году в личном имени «Fridericus de Zcyzizc» (Фредерик из Цайсига). После Венского конгресса деревня перешла в 1815 году в состав Прусского королевства, где до июля 1945 года находилась в административном округе Лигниц. С июля 1952 года деревня находилась в составе округа Хойерсверда района Котбус. В 1996 году населённый пункт вошёл в состав Хойерсверды в статусе городского района.
В настоящее время деревня входит в состав культурно-территориальной автономии «Лужицкая поселенческая область», на территории которой действуют законодательные акты земель Саксонии и Бранденбурга, содействующие сохранению лужицких языков и культуры лужичан.
Исторические немецкие наименования:
- Fridericus de Zcyzizc, 1248
- Czissig, 1401
- Zeissigk, 1568
- Zeisig, Zeysigk, 1575
- Zeysigk, 1658
- Zeißig, 1791
- Groß Zeisig, 1848

## Население
Официальным языком в населённом пункте, помимо немецкого, является также верхнелужицкий язык.
Согласно статистическому сочинению «Dodawki k statisticy a etnografiji łužickich Serbow» Арношта Муки в 1884 году в деревне проживало 332 жителей (из них — 326 лужичан (98 %)).
Лужицкий демограф Арношт Черник в своём сочинении «Die Entwicklung der sorbischen Bevölkerung» указывает, что в 1956 году при общей численности в 542 жителей серболужицкое население деревни составляло 67,3 % (из них 278 взрослых владели активно верхнелужицким языком, 10 взрослых — пассивно; 77 несовершеннолетних свободно владели языком).
| 1777 | 1825 | 1871 | 1885 | 1905 | 1925 | 1939 | 1946 | 1950 | 1964 | 1990 | 2011 | 2015 |
| ---- | ---- | ---- | ---- | ---- | ---- | ---- | ---- | ---- | ---- | ---- | ---- | ---- |
| 50   | 285  | 330  | 335  | 332  | 385  | 521  | 502  | 566  | 698  | 501  | 939  | 908  |